# Opilioacaridae
Ordre
Synonymes
- Opilioacariformes Johnston, 1968
- Eucarina With, 1903
- Notostigmata With, 1903
- Onychopalpida Wharton, 1947

Famille
Synonymes
- Neoacaridae Chamberlin & Mulaik, 1942

Les Opilioacaridae sont une famille d'acariens parasitiformes, la seule de l'ordre des Opilioacarida. Douze genres et près de quarante espèces ont été décrits.

## Description
Ces acariens mesurent jusqu'à 3 mm de long.

## Liste des genres
- Adenacarus van der Hammen, 1966
- Amazonacarus Vázquez, de Araújo & Fazzio Feres, 2014
- Brasilacarus Vázquez, de Araújo & Fazzio Feres, 2015
- Caribeacarus Vázquez & Klompen, 2009
- Indiacarus Das & Bastawade 2007
- Neocarus Chamberlin & Mulaik, 1942
- Opilioacarus With, 1902
- Panchaetes Naudo, 1963
- Paracarus Chamberlin & Mulaik, 1942
- Phalangiacarus Coineau & van der Hammen, 1979
- Salfacarus van der Hammen, 1977
- Siamacarus Leclerc, 1989
- Vanderhammenacarus Leclerc, 1989

## Publication originale
- With, 1902 : A new acaride Opilioacarus segmentatus. Forhandlingar vid Nordiska Naturforskareog Lakaremotet i Helsingfors den 7 till 12 Juli 1902 (Comptes Rendus du Congrès des Naturalistes et Médecins du Nord tenu à Helsingfors), Sektionen for Zoologi, VI, p. 4–5.